# Philip Yordan
Philip Yordan (ur. 1 kwietnia 1914, zm. 24 marca 2003) – amerykański scenarzysta, aktor i producent filmowy.

## Filmografia
producent
- 1949: Anna Lucasta
- 1965: Pęknięty glob
- 1967: Generał Custer
- 1985: Krwawa środa

scenarzysta
- 1944: I tak zostali małżeństwem
- 1951: Opowieści o detektywie
- 1954: Naga dżungla
- 1961: Król królów
- 1963: 55 dni w Pekinie
- 1969: Królewskie polowanie na słońce
- 1986: Krzyk puszczy

aktor
- 1946: Suspense jako gość na przyjęciu
- 1984: The Dark Side to Love jako Stary zbereźnik

## Nagrody
Za materiał do scenariusza filmu Złamana lanca został uhonorowany Oscarem.